# Bijela (distrikt Brčko)
Bijela je naseljeno mjesto u sastavu distrikta Brčko, BiH. Nalazi se na jugozapadu Brčkog i leži na obroncima planine Majevice. Graniči sa selima Cerik na sjeveru, Skakava Gornja na istoku, Rašljani na jugu, i Gornji Hrgovi na zapadu. Nedaleko od sela nalazi se rječica Bjeli potok.

## Zemljopis
Nalazi se oko rijeke Tinje, nedaleko od Brčkog. Podijeljeno je na tri dijela koje se danas smatra samostalnim selima. 
U Bijeli Hrišćanskoj su pravoslavci, u Bijeli Latinskoj su katolici, a Bijela Varoš ili Kalajdžije je treći dio. To je bila cincarska Bijela, koju su osnovali doseljeni Cincari.

## Povijest
Dolinom Tinje je prolazio živi trgovački put u osmansko doba. U stara vremena nije bila tržištem, nego su od nje trgovinsko središte, čaršiju napravili od Bitole pridošli Cincari. Cincari su se u ovom kraju bavili trgovinom i obrtom. Mjesto naseljavanja izabrali su nakon što su neke njihove skupine otišle u Zovik, Porebrice i Tramošnicu. Nakon austro-ugarskog zaposjedanja BiH, napravljena je cestovna mreža. Drumovi kroz Bosansku Posavinu ostavili su Bijelu po strani zbog čega je postupno pročala kao trgovačko mjesto i u potpunosti izgubila značaj trgovačkog mjesta. Nisu propali brzo poput onih u Zoviku-Kalajdžijama i Porebricama-Kalajdžijama, jer je u Bijeloj još bilo obitelji cincarskih korijena koji su živjeli varoškim načinom života. Bilo je i nekoliko trgovačkih radnji, no nisu ih više vodili cincarski potomci, jer su vremenom Srbi sa sela došli u grad i bavili se djelatnostima kojima su se tradicijski bavili Cincari.
Za vrijeme socijalističke BiH naselje Bijela Srpska pripojeno je Bijeloj.
Mjesto je oživjelo izgradnjom željezničke pruge Brčko — Banovići koja je prošla kroz Bijelu.

## Stanovništvo
| Bijela             |                |                |                |
| godina popisa      | 1991.          | 1981.          | 1971.          |
| Hrvati             | 1.729 (68,09%) | 1.982 (70,78%) | 2.026 (70,76%) |
| Srbi               | 730 (28,75%)   | 726 (25,92%)   | 802 (28,01%)   |
| Muslimani          | 5 (0,19%)      | 10 (0,35%)     | 9 (0,31%)      |
| Jugoslaveni        | 34 (1,33%)     | 3 (0,10%)      | 16 (0,55%)     |
| ostali i nepoznato | 41 (1,61%)     | 79 (2,82%)     | 10 (0,34%)     |
| ukupno             | 2.539          | 2.800          | 2.863          |

## Šport
- NK Posavina 108

## Vanjske poveznice
- Satelitska snimka